# Kinderhilfe Bethlehem
Die Kinderhilfe Bethlehem ist gemeinnütziger Verein und ein international tätiges Hilfswerk, das Kinder, Frauen und Familien in Palästina wie auch in den umliegenden Ländern unterstützt. Sie ist als gemeinnütziger Verein nach Schweizer Recht organisiert. Das Hauptprojekt ist das Kinderspital Bethlehem (offizieller Name: Caritas Baby Hospital). Die Kinderhilfe Bethlehem wurde 1963 vom Schweizer Pater Ernst Schnydrig gegründet, um die Arbeit des Kinderspital langfristig zu sichern.  
Statutarische Aufgaben des Vereins sind die Sicherung und Entwicklung des medizinischen Angebots des Kinderspitals. Zudem unterstützt der Verein einzelne Projekte zugunsten von Kindern, Jugendlichen und Frauen und leistet Katastrophenhilfe im Nahen Osten.
Rund zwei Drittel der Mittel stammen aus privaten Spenden aus der Schweiz, Deutschland, Italien und Österreich. In der Schweiz ist die Kinderhilfe Bethlehem von der Stiftung ZEWO (Prüfstelle für gemeinnützige Spenden sammelnde Non-Profit-Organisationen) zertifiziert und trägt seit 1988 das ZEWO-Gütesiegel. In Deutschland trägt die Kinderhilfe Bethlehem im Deutschen Caritasverband e.V. das DZI-Gütesiegel. (Italien: Onlus).

## Gründungsgeschichte

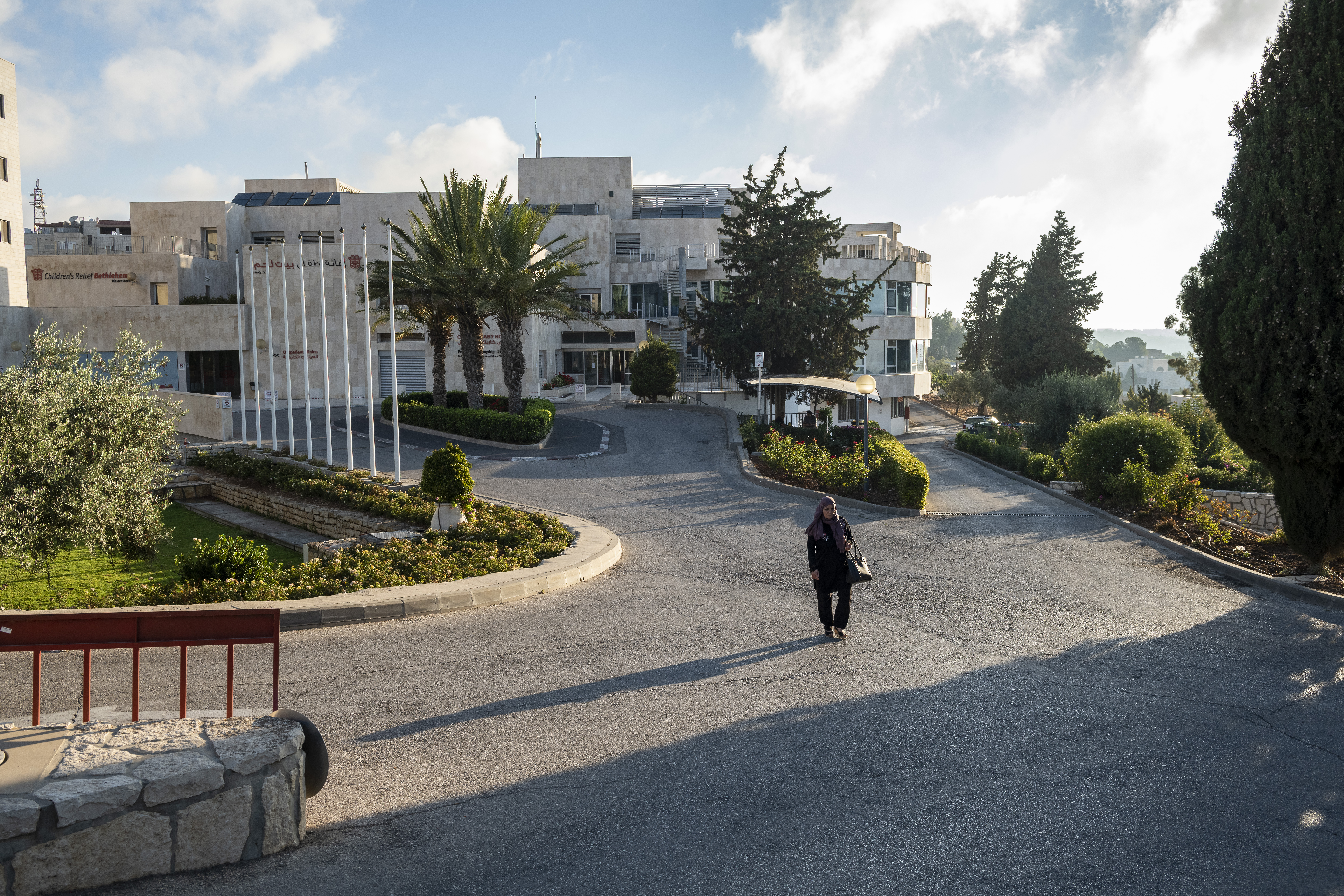
Caritas Baby Hospital, Juli 2018

Die Gründung des Caritas Baby Hospitals und der Kinderhilfe Bethlehem gehen auf die Geschehnisse des Jahres 1948 zurück. Hunderttausende Palästinenser waren infolge der Staatsgründung Israels und des darauffolgenden Unabhängigkeitskrieges (israelische Geschichtsschreibung) bzw. der Nakba (arabisch für «Katastrophe», palästinensische Geschichtsschreibung) zu Flüchtlingen und Vertriebenen geworden und lebten in großer Armut in Zelten. 
Hedwig Vetter, eine Mitarbeiterin von Caritas Schweiz, reiste im Jahr 1949 nach Bethlehem. Dort sah sie sich mit der Not der palästinensischen Bevölkerung konfrontiert. Zusammen mit dem palästinensischen Arzt Dr. Antoine Dabdoub richtete sie ein Ambulatorium für Babys ein und legte damit die Basis für das Caritas Baby Hospital. 1952 erhielt der Walliser Pater Ernst Schnydrig von der Schweizer Caritas den Auftrag, sich ein Bild der Lage der palästinensischen Flüchtlinge vor Ort zu machen. In Bethlehem traf er auf Hedwig Vetter. Für beide war klar: als Christen wollten sie den Menschen im Geburtsort Jesu helfen. Zurück in Europa, trat Schnydrig in die Dienste des Deutschen Caritasverbandes und setzte sich fortan in der Schweiz und in Deutschland dafür ein, finanzielle Unterstützung für das Kinderspital zu finden. 1963 gründete er schließlich den gemeinnützigen Verein Kinderhilfe Bethlehem.

## Verein
Im Zentrum des Handelns der Kinderhilfe Bethlehem stehen der Mensch und seine Würde, insbesondere der Einsatz für jene am Rand der Gesellschaft. Sie versteht ihren Einsatz in Bethlehem als Zeichen der christlichen Verbundenheit mit dem Heiligen Land und lässt sich bei ihrer Arbeit von den folgenden Grundsätzen leiten:
- Unterstützung wird ohne Ansehen von Herkunft oder Religion gegeben und gilt insbesondere den Armen und Benachteiligten.

- Die Zusammenarbeit mit den lokalen Verantwortlichen erfolgt partnerschaftlich und zielt darauf ab, ihre Eigenverantwortlichkeit zu stärken.
- Das Wirken der KHB trägt zur nachhaltigen Verbesserung der Situation von Kindern und Jugendlichen sowie ihrer Familien in den Bereichen Gesundheit und Soziales bei.[9]

Die operative Verantwortung für die Kinderhilfe Bethlehem trägt die Geschäftsstelle, die sich in Luzern befindet. Zudem gibt es drei organisatorisch eigenständige, ebenfalls als Vereine organisierte Länderbüros:
- Kinderhilfe Bethlehem im Deutschen Caritasverband e.V. in Freiburg i. Br., Deutschland

- Aiuto Bambini Betlemme in Verona, Italien
- Kinderhilfe Bethlehem in Wien, Österreich

Mitglieder des Vereins Kinderhilfe Bethlehem sind Freundeskreise, Verbände, Schweizer und Deutscher Bistümer sowie Privatpersonen.

## Spendeneinnahmen
Das Caritas Baby Hospital wird zu etwa zwei Dritteln aus Spenden finanziert. Die Kinderhilfe lässt ihre Finanzen und Buchhaltung jährlich von einer unabhängigen Treuhandfirma prüfen.
Ich der Schweiz empfiehlt die Schweizer Bischofskonferenz zudem den katholischen Pfarreien seit 1964 jedes Jahr, die Weihnachtskollekte während der Mitternachtsmesse zugunsten der Kinderhilfe Bethlehem aufzunehmen.

## Caritas Baby Hospital
Das Caritas Baby Hospital ist das einzige auf Kindermedizin spezialisierte Spital im Westjordanland. Die Kinderhilfe Bethlehem ist sein Trägerverein. Einzugsgebiet des Spitals ist das südliche Westjordanland, wo rund 417‘000 Kinder unter 18 Jahren leben. Jährlich werden Zehntausende Kinder ambulant oder stationär behandelt (Stand 2020).
Zahlreiche Gruppen besuchen dieses einzigartige Kinderspital im Westjordanland (war im Corona-Jahr 2020 nicht möglich). Es wird auch immer wieder von prominenten Vertretern aus Politik, Wirtschaft und Religion besichtigt, unter anderem im Jahr 2009 von Benedikt XVI., 2016 von deutschen Fernsehmoderator Markus Lanz sowie Gerd Müller, Bundesminister für wirtschaftliche Zusammenarbeit und Entwicklung.

## Unterstützte Projekte
Im Rahmen ihren finanziellen Möglichkeiten unterstützt die Kinderhilfe Bethlehem zudem Projekte für Mutter und Kind in Bethlehem und Region (insbesondere Israel/Palästina, Libanon, Jordanien und Syrien) und leistet dort Nothilfe.